# Лиз Чейни
Елѝзабет Лин Чѐйни (на английски: Elizabeth Lynne Cheney, [əˈlɪzəbəθ lɪn ˈtʃeɪni]) е американски политик.
Родена е на 28 юли 1966 година в Мадисън, Уисконсин, в семейството на Дик Чейни, докторант в Уисконскинския университет, който по-късно става политик, достигайки до поста вицепрезидент (2001 – 2009). През 1988 година получава бакалавърска степен по политология в Колорадския колеж в Колорадо Спрингс и през 1989 – 1993 година работи в Американската агенция за международно развитие, след което завършва право в Чикагския университет (1996). Работи като адвокат, включително за Международната финансова корпорация (1999 – 2002), а след това отново е в Държавния департамент (2002 – 2007). През 2017 – 2023 година е член на Камарата на представителите. Тя се налага като една от водещите фигури на неоконсервативното крило в Републиканската партия, но критиките ѝ към някои действия на републиканския президент Доналд Тръмп довеждат до изключването ѝ от партията и отпадането ѝ от Конгреса.